# Kings of Chaos
Kings Of Chaos (oftewel KoC) is een browser-gebaseerde Massively multiplayer online role-playing game; een online computerspel waarbij de speler met zijn eigen opgebouwde Leger de top moet bereiken.
Het spel is gemaakt door vier studenten aan de Thomas Jefferson High School For Science and Technology en gepubliceerd in 2003.  

## Inhoud
In het spel doen vijf rassen mee: mensen (humans), dwergen (Dwarves), elfen (Elves), orks (Orcs) en ondoden (Undead). Het is de bedoeling om met een van deze vijf rassen een groot leger op te bouwen, dat goed is in zijn eigen specialiteit.
De enige grondstof in het spel is goud.